# Welay Hagos Berhe
Welay Hagos Berhe (* 22. října 2001) je etiopský profesionální silniční cyklista jezdící za UCI WorldTeam Team Jayco–AlUla.

## Hlavní výsledky
2018
Národní šampionát
 vítěz časovky juniorů
2019
Mistrovství Afriky
 vítěz časovky juniorů
 vítěz týmové časovky juniorů
4. místo silniční závod
Národní šampionát
 vítěz časovky juniorů
2022
Istrian Spring Trophy
 vítěz vrchařské soutěže
4. místo Piccolo Giro di Lombardia
6. místo GP Vorarlberg
Giro della Valle d'Aosta
7. místo celkově
2023
Kolem Rakouska
6. místo celkově
Vuelta a Castilla y León
9. místo celkově
2024
Volta a la Comunitat Valenciana
10. místo celkově

### Výsledky na Grand Tours
| Grand Tour      | 2023 | 2024 |
| --------------- | ---- | ---- |
| Giro d'Italia   | —    | —    |
| Tour de France  | —    | —    |
| Vuelta a España | DNF  | DNF  |

| —   | Nezúčastnil se |
| DNF | Nedokončil     |